# نادي ستيلينبوش
نادي ستيلينبوش هو نادي كرة قدم جنوب أفريقي يشارك في دوري جنوب أفريقيا الممتاز.